# Augusto Canário
Augusto Oliveira Gonçalves, mais conhecido pelo nome artístico Augusto Canário (Vila Nova De Anha, 7 de Abril de 1960) é um cantor e compositor de música popular portuguesa.

## Biografia
Nasceu no dia 7 de Abril de 1960, em Vila Nova de Anha, no concelho de Viana do Castelo.
Como músico, destacou-se principalmente como tocador de concertina, tendo sido considerado pelo jornal Público em 2004 como «pioneiro na organização de encontros oficiais de tocadores de concertina e cantadores ao desafio», tendo o primeiro sido em 1994, na cidade de Viana do Castelo. Também «incentivou o surgimento de cursos de concertina um pouco por todo o Alto Minho», e naquele ano estava a dar aulas daquele instrumento em diversas freguesias de Viana do Castelo, Vila Nova de Cerveira, Paredes de Coura, Ponte de Lima e Melgaço. Em 2021, foi classificado pelo jornal como «uma das maiores vozes da desgarrada e tocador de concertina, de Viana do Castelo, com uma carreira de 25 anos».
Também actuou diversas vezes em programas de televisão, tanto a cantar como a tocar concertina, e realizou um grande número de concertos em vários pontos do país, «arrastando consigo uma legião de outros tocadores». Por exemplo, em 2004 participou no Festival Vilar de Mouros, em 2020 foi um dos artistas convidados para a Festa do Alvarinho e do Fumeiro, em Melgaço, e em 2023 fez um concerto no âmbito do evento das Ruas Floridas, na vila de Redondo. Em 2024 foi um dos principais artistas no Carnaval de Torres Vedras, e na festejos de São João, no Porto.
Foi entrevistado pelo Público em 2004, durante os eventos do IX Encontro Nacional e VII Serão de Tocadores de Concertina e Cantadores ao Desafio, tendo referido que «as pessoas gostam cada vez mais das concertinas», tendo explicado que «actualmente, principalmente de Leiria para cima, a grande maioria das festas não dispensa um programa com concertinas e cantares ao desafio, embora no sul também já comece a entrar». Em 10 de Novembro de 2005, actuou em conjunto com o músico galego Luís Caruncho, numa gala de promoção da candidatura das tradições orais e imateriais da Galiza e do Norte de Portugal à classificação de Património Mundial pela UNESCO, realizada na Casa da Música, no Porto.
Em Agosto de 2020, durante a Pandemia de Covid-19, foi um dos artistas locais que participou na iniciativa Havemos de ir a Viana, de promoção às festas de Nossa Senhora da Agonia. e nesse ano foi publicado o livro Amália, a Raiz e a Voz, sobre a cantora Amália Rodrigues, para o qual Augusto Canário contribuiu com um depoimento. Em 2021 foi um dos artistas convidados no documentário O Pimba é Nosso, da Rádio Televisão Portuguesa, ao lado de grandes nomes do panorama musical português, como Emanuel, Toy, Ágata e Quim Barreiros. Em Outubro desse ano, marcou presença num evento de protesto contra a exploração do lítio na Serra de Arga, no Minho.
Ao longo da sua carreira colaborou com vários artistas nacionais, incluindo Budda Guedes, com o qual gravou a música Há uns que podem.

## Discografia
- Concertinas e desgarradas (2000)
- Cantigas e Concertinas - Cantares ao Desafio (2001)
- Cantigas e Concertinas - Vira da Senhora d'Agonia (2002)
- Cantigas ao desafio (2005)
- Cantigas de festejar (2007)
- Celebrar a amizade (2010)
- Festa De Arromba (2011)
- Cantar a Doutrina Ao Toque da Concertina (2012)
- Concertina, que te quero bem (2012)
- Desgarradas, concertinas e piadas (2013)
- Fole dentro...fole fora (2013)
- Ao vivo na Senhora d´Agonia (2013)
- Minho Puro (2014)
- Grande Borga (CD/DVD) (2015)
- Embaixador da Alegria (2016)
- Branjeiro, mas não muito… (2017)
- Um cavaquinho… E um bombinho (2019)
- Cantigas com Sorrisos (2019)
- Augusto Canário á desgarrada com Elas… (2019)
- Cantigas do Caminho (2022)
- 40 anos a cantar a Desgarrada (2023)